# Progreso y Futuro de Ceuta
Progreso y Futuro de Ceuta (PFC) fue un partido político fundado por el exalcalde Francisco Fraiz Armada con la intención de presentarse a las elecciones municipales de Ceuta de 1991. Fráiz, que había sido alcalde de Ceuta con el PSOE, presentó una lista alternativa a su partido de siempre, formada por independientes y disidentes socialistas, descontentos con la política del Partido Socialista con Ceuta.

## Elecciones
En las elecciones municipales de Ceuta de 1991, PFC fue la formación más votada, al obtener 11 escaños, seguida de los 6 del PP, 3 del PSOE, 2 de Ceuta Unida (CEU), 2 del Partido Socialista del Pueblo de Ceuta (PSPC) y 1 del Centro Democrático y Social (CDS). Fráiz formó gobierno con los dos concejales de Ceuta Unida, aduciendo la necesidad de un ejecutivo que presionase al Gobierno central sin intereses de partido. Sin embargo, a los pocos meses se incorporaba al PSOE al gobierno local. Fráiz dimitió en 1994, al ser inhabilitado para cargo público por un delito de prevaricación cometido durante su anterior etapa en la alcaldía, entre 1983 y 1985, que entonces supuso la primera moción de censura de la historia de la democracia en España contra un alcalde.
Le sustituyó Basilio Fernández, su primer teniente de alcalde, quien fue además candidato a la Presidencia de la Ciudad en 1995. En aquellas elecciones, el PP obtuvo 9 escaños, PFC 6, CEU 4, el PSOE 3, el PSPC 2 y el Partido Democrático y Social de Ceuta (PDSC), 1. Sin embargo, PFC, CEU y el PSOE reeditaron el tripartito, por lo que Fernández formó gobierno de nuevo.

## Elcaso Medina
En diciembre de ese mismo año, la diputada María Domitila Amigo Sampedro presentó su dimisión, por un asunto de incompatibilidad laboral, sustituyéndole la siguiente en la lista, Mercedes Medina. Durante la votación de los Presupuestos Generales de la Ciudad para 1996, Medina rompió la disciplina de grupo, uniendo su voto a los de PP, PSPC y PDSC, por lo que el documento fue rechazado y el gobierno entró en crisis, en lo que se conoció como caso Medina. Las elecciones generales de marzo de 1996, con la victoria del Partido Popular, supusieron el golpe de gracia al tripartito, puesto que la única razón para mantener al PSOE en el Gobierno -ser el partido que ocupaba La Moncloa- se desvaneció. El gobierno de Fernández había sufrido también un fuerte desgaste por la crisis comercial originada por el cierre de la frontera con Marruecos durante un tiempo, la falta de agua o la crisis migratoria de octubre de 1995, cuando un grupo de inmigrantes susbsaharianos se atrincheraron en las Murallas Reales. Además, la Unión Europea anuló los arbitrios municipales, que en Ceuta sustituían al IVA, con lo que el Ayuntamiento se quedó sin poder de recaudación.
De este modo, Fernández pactó con el PP su dimisión, que se produjo en julio de ese año. PP y PFC formaron gobierno de coalición hasta 1999.
El partido se presentó a las elecciones autonómicas del 13 de junio de 1999 con una candidatura encabezada por Juan Antonio García Ponferrada, pues Basilio Fernández había sido expulsado del partido por indisciplina -Fráiz seguía siendo secretario general- y había solicitado su reingreso en el PSOE. Ese año, PFC perdió toda su representación en la Asamblea, por lo que el partido desapareció. Algunos militantes formaron más adelante la Unión del Pueblo de Ceuta (UPCE), con la que Fráiz intentó volver a ser alcalde, una vez cumplida su condena. Sin embargo, obtuvo poco más de trescientos votos, con lo que abandonó definitivamente la actividad política. Basilio Fernández es actualmente presidente del Consejo Económico y Social de Ceuta y un militante del denominado sector crítico del PSOE local, inmerso en crisis tras las Elecciones a la Asamblea de Ceuta de 2007, que supuso la dimisión de la anterior Ejecutiva y la formación de una Comisión Gestora.
- Datos: Q6087676